# Inge Ott
Inge Ott (Pseudonym für Inge Hedwig Linke, * 13. Juni 1922 in Lahr als Inge Hedwig Hoebel; † November 2023) war eine deutsche Schriftstellerin.

## Leben
Inge Ott besuchte das Gymnasium in Freiburg im Breisgau und in Lahr. Sie absolvierte eine Ausbildung zur Krankenschwester. Ab 1941 studierte sie Bildhauerei an der Akademie für Bildende Künste in Dresden. Ab 1964 veröffentlichte sie Kinder- und Jugendbücher sowie historische Romane.

## Werke
- Das Mäxchen und die Karolin. Herold Verlag, Stuttgart 1964 (Illustrationen von Ingrid Schneider)
- Fledermäuse und Pommes Frites oder: Ich koche für Papa. Herold Verlag, Stuttgart 1965
- Sag ja oder nein ... Herold Verlag, Stuttgart 1966
- Auf nach Homuleila. Thienemann, Stuttgart 1970, ISBN 3-522-11550-3 (Illustrationen von Johannes Grüger)
- Heimweg ohne Emma. Union-Verlag, Stuttgart 1971, ISBN 3-8002-5340-2
- Geier über dem Montségur. Der heldenhafte Kampf einer Schar auserlesener Ritter gegen König und Papst. Arena-Verlag, Würzburg 1973, ISBN 3-401-03654-8; 2. Auflage, Verlag Freies Geistesleben, Stuttgart 1977, ISBN 3-7725-0671-2; 3.  Auflage, 1981, ISBN 3-7725-0671-2; 4. Auflage, 1988, ISBN 3-7725-0671-2; 5. Auflage, 1992, ISBN 3-7725-2004-9; 6. Auflage, 1997, ISBN 3-7725-1654-8; 7. Auflage, 2006, ISBN 3-7725-1843-5 (Nachwort von Heinrich Pleticha)
- Der Cid. Das Leben und die Heldentaten des berühmten spanischen Ritters Rodrigo Díaz von Vivar. Arena-Verlag, Würzburg 1975, ISBN 3-401-03730-7; 2. Auflage, Verlag Freies Geistesleben, Stuttgart 1980, ISBN 3-7725-0728-X; 1. Auflage der Taschenbuchausgabe, 1991, ISBN 3-7725-2002-2
- Andy und der Darfdochalles. Schweizerisches Jugendschriftenwerk, Zürich 1978
- Kalevala. Die Taten von Väinämöinen, Ilmarinen und Lemminkäinen. Verlag Freies Geistesleben, Stuttgart 1978, ISBN 3-7725-0697-6 (Illustrationen von Herbert Holzing); 2. Auflage, 1981, ISBN 3-7725-0697-6; 3. Auflage, 1989, ISBN 3-7725-0697-6; 4. Auflage, 2014, ISBN 978-3-7725-2638-1
- Der stumme Wächter. Eine Geschichte um den Golem im alten Prag. Verlag Freies Geistesleben, Stuttgart 1989, ISBN 3-7725-0930-4; Fischer-Taschenbuch-Verlag, Frankfurt am Main 1996, ISBN 3-596-80068-4; Verlag Freies Geistesleben, Stuttgart 2002, ISBN 3-7725-2021-9
- Das Geheimnis der Tempelritter. Die Geschichte des Templerordens, erlebt von den Steinmetzen aus Lyon. Verlag Freies Geistesleben, Stuttgart 1990, ISBN 3-7725-1075-2; 2. Auflage, 1991, ISBN 3-7725-1075-2; 3. Auflage, 1999, ISBN 3-7725-2020-0; 5. Auflage, 2012, ISBN 978-3-7725-2466-0
- Der Reiter und das Mädchen. Wandlungen einer ersten Liebe. Verlag Freies Geistesleben, Stuttgart 1991, ISBN 3-7725-1060-4; 2. Auflage, 1996, ISBN 3-7725-1060-4
- Rosenhold und Lilienfein. Verlag Freies Geistesleben, Stuttgart 1993, ISBN 3-7725-1149-X (zusammen mit Stephanie Wagner)
- Turm am Wasser. Die Linien des Lebens. Hölderlin und Charlotte Zimmer. Verlag Freies Geistesleben, Stuttgart 1993, ISBN 3-7725-1064-7
- Verrat! Feinde und Freunde um Wallenstein. Verlag Freies Geistesleben, Stuttgart 1993, ISBN 3-7725-1172-4
- Die gläserne Brücke. Zwischen Leben und Tod. Verlag Freies Geistesleben, Stuttgart 1995, ISBN 3-7725-1423-5
- Die drei goldenen Schuppen. Verlag Freies Geistesleben, Stuttgart 1996, ISBN 3-7725-1571-1 (Bilder von Christiane Lesch)
- Freiheit! Sechs Freunde in den Wirren der Französischen Revolution. Verlag Freies Geistesleben, Stuttgart 1996, ISBN 3-7725-1576-2; 2. Auflage, 2012, ISBN 978-3-7725-2489-9; 2020, ISBN 978-3-7725-2950-4
- Im Schatten des goldenen Adlers. Ein Junge auf Napoleons Spuren. Verlag Freies Geistesleben, Stuttgart 1997, ISBN 3-7725-1669-6
- Der erhöhte Großvater. Profil eines geliebten Dorfes. Projekte-Verlag, Halle 2007, ISBN 978-3-86634-364-1
- Der Fuchs oder Ein Pelz von Hürlimann. Kriminal-Erzählung in Form eines Psychogramms. Projekte-Verlag, Halle 2007, ISBN 978-3-86634-362-7
- Rosi oder Heimkehr in meine Stadt. Projekte-Verlag, Halle 2007, ISBN 978-3-86634-361-0
- Traum vom Haus. Projekte-Verlag, Halle 2007, ISBN 978-3-86634-363-4